# 马丁航空
马丁航空（英语：Martinair）是一家以荷兰阿姆斯特丹为总部的航空公司，它以班机和包机的业务模式为全球超过50个通航城市提供客运及货运服务。马丁航空的基地机场是阿姆斯特丹史基浦机场，其主要货运枢纽机场包括香港赤腊角国际机场、邁亞密國際機場、沙迦国际机场和内罗毕的乔莫·肯雅塔国际机场。

## 历史
马丁航空于1958年5月24日由J·马丁·施罗德（J. Martin Schröder）创立，当时的名称为马丁航空特许公司（Martin's Air Charter），只有1架飞机和5名雇员。1963年，创立者施罗德将公司的49%股份均分卖给了4个运输公司股东（即每个12.25%，这些股东最后合并为铁行渣华）。之后，荷兰皇家航空买下了施罗德所持有的51%的股份。1966年，公司改名为荷兰马丁航空（Martinair Holland）。随着1967年在美国的业务开启，马丁航空得到了良好的改进。1971年，马丁航空成为了全喷气式机队的航空公司。

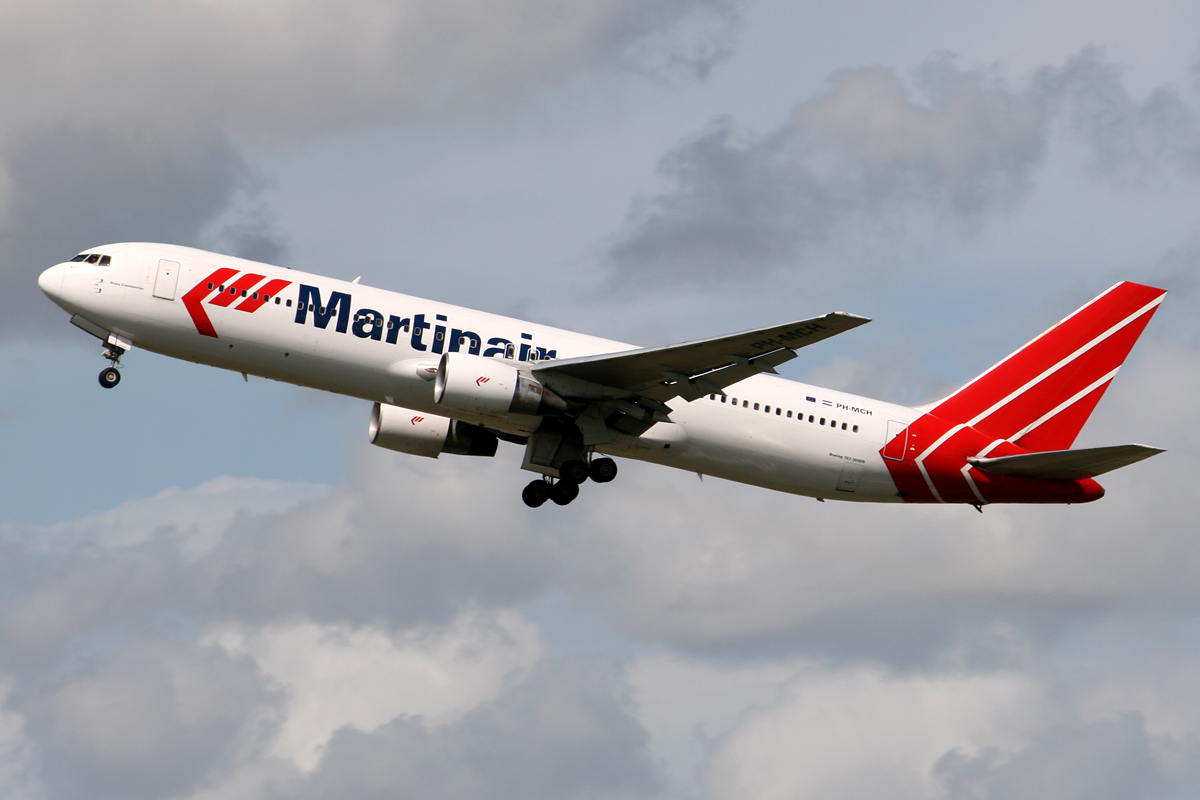
马丁航空的波音767-300ER

1991年，公司启用第一架以“马丁航空货运”为名的飞机，并将“荷兰”从所有飞机的名称上删去。1996年，马丁航空买下了总部位于麦德林的哥伦比亚货运航空公司TAMPA货运航空。马丁航空时任总裁兼CEO马丁·施罗德于1995年因他对商业航空的贡献获得了托尼·贾努斯奖，并于1998年退休不再处理日常事务。同年，布鲁塞尔欧盟总部拒绝了荷兰皇家航空购买铁行渣华的提议，否则荷兰皇家航空将成为马丁航空唯一的拥有者。2003年，马丁航空再次购买TAMPA货运航空的股份，使得持股量达到58%，成为TAMPA货运航空的主要股东。
2007年6月22日，马丁航空对外宣称它希望由一个公司持股，并倾向于荷兰皇家航空。2007年11月，马丁航空终止了其短途业务以专注于其货运业务和洲际航班。2008年2月，马丁航空奖它所持有的TAMPA货运航空的股份卖给了哥伦比亚航空。2008年12月17日，马丁航空声明其已获得欧盟对荷兰皇家航空成为其唯一拥有者的许可，剩余的股权转移于2008年12月31日完成。2009年2月5日，荷兰皇家航空宣称正在研究将旗下马丁航空和泛航航空合并入KLM品牌的可能性。2010年11月，欧盟委员会在对马丁航空价格操纵问题调查之后予以2950万欧元罚款。
2010年末，两架波音747-400被租给Air Cargo Germany。剩余波音747（PH-MPS）于2011年5月回归机队，但披上没有标志的涂装，因为马丁航空无法确定是否继续使用这架飞机。
2011年10月，马丁航空结束客运服务，这一服务自1958年成立以来就开始运营。马丁航空曾运营以阿姆斯特丹为始发站，覆盖欧洲、美洲、亚洲和非洲的航线。最后一班于2011年10月31日降落，此后成为全货运航空公司。
2015年3月，法荷航集团宣布一项计划来削减货运航空机队。因此，马丁航空的所有麦道MD-11F于2016年出售，没有替补机队。另有330个工作岗位会因为规模缩减而被裁撤。

### 子公司
- 马丁航空飞行学校
- 马丁航空食品公司
- 马丁航空促销公司
- Skyjob公司

## 事故
- 1974年12月4日，马丁航空注册号为PH-MBH的道格拉斯DC-8飞机执行自印度尼西亚泗水朱安达国际机场前往斯里兰卡科伦坡班达拉奈克国际机场的马丁航空138号航班在科伦坡着陆进近的过程中飞到了一侧的山上，机上的所有191名机组成员和乘客全部遇难。（馬丁航空138號班機空難）[11]
- 1992年12月21日，一架由注册号为PH-MBN的麦道DC-10飞机执行的自阿姆斯特丹斯希普霍尔机场前往葡萄牙法鲁机场的马丁航空495号航班于葡萄牙法鲁坠毁，机上的340人中有56人遇难，其中2人为机组成员。[12]

## 航线服务
截至2009年1月，马丁航空为以下国际航点提供班机服务。

### 非洲
| 国家     | 航点                              | 枢纽航点 | 备注     |
| -------- | --------------------------------- | -------- | -------- |
| 肯尼亚   | 内罗毕（乔莫·肯雅塔国际机场）     | 枢纽     | 货运航点 |
| 利比亚   | 班加西（贝尼纳国际机场）          |          | 技术航点 |
| 卢旺达   | 基加利（基加利国际机场）          |          | 货运航点 |
| 南非     | 约翰内斯堡（奥利弗·坦博国际机场） | 枢纽     | 货运航点 |
| 苏丹     | 喀土穆（喀土穆国际机场）          |          | 货运航点 |
| 乌干达   | 恩德培（恩德培国际机场）          |          | 货运航点 |
| 津巴布韦 | 哈拉雷（哈拉雷国际机场）          |          | 货运航点 |

### 亚洲
| 国家             | 航点                                   | 枢纽航点 | 备注     |
| ---------------- | -------------------------------------- | -------- | -------- |
| 中国             | 香港（香港国际机场）                   | 枢纽     | 货运航点 |
| 中国             | 南京（南京禄口国际机场）               | 枢纽     | 货运航点 |
| 中国             | 天津（天津滨海国际机场）               |          | 货运航点 |
| 中国             | 厦门（厦门高崎国际机场）               |          | 货运航点 |
| 泰国             | 曼谷（素万那普机场）                   | 枢纽     | 货运航点 |
| 巴林             | 麦纳麦（巴林国际机场）                 |          | 货运航点 |
| 科威特           | 科威特（科威特国际机场）               |          | 货运航点 |
| 黎巴嫩           | 贝鲁特（贝鲁特·拉菲克·哈里里国际机场） |          | 货运航点 |
| 阿曼             | 马斯喀特（马斯喀特国际机场）           |          | 货运航点 |
| 卡塔尔           | 多哈（多哈国际机场）                   |          | 货运航点 |
| 沙特阿拉伯       | 达曼（法赫德国王国际机场）             |          | 货运航点 |
| 阿拉伯联合酋长国 | 沙迦（沙迦国际机场）                   | 枢纽     | 货运航点 |

### 欧洲
| 国家 | 航点                     | 枢纽航点 | 备注     |
| ---- | ------------------------ | -------- | -------- |
| 荷兰 | 阿姆斯特丹（史基浦机场） | 枢纽     | 客货航点 |

### 北美洲
| 国家             | 航点                                          | 枢纽航点 | 备注     |
| ---------------- | --------------------------------------------- | -------- | -------- |
| 加拿大           | 多伦多（多倫多皮爾遜國際機場）                |          | 货运航点 |
| 加拿大           | 温哥华（温哥华国际机场）                      |          | 货运航点 |
| 墨西哥           | 坎昆（坎昆国际机场）                          |          | 货运航点 |
| 墨西哥           | 墨西哥城（墨西哥城国际机场）                  |          | 货运航点 |
| 美国             | 亚特兰大（哈兹菲尔德-杰克逊亚特兰大国际机场） |          | 货运航点 |
| 美国             | 邁亞密（邁亞密國際機場）                      | 枢纽     | 客货航点 |
| 美国             | 西雅图（西雅圖-塔科馬國際機場）               |          | 货运航点 |
| 阿鲁巴（荷属）   | 奥拉涅斯塔克（荷兰女王贝娅特丽克丝国际机场）  |          |          |
| 古巴             | 哈瓦那（何塞马蒂国际机场）                    |          |          |
| 古巴             | 巴拉德罗（胡安瓜尔韦托罗戈梅斯罗机场）        |          |          |
| 古巴             | 奥尔金（佛兰克派伊斯国际机场）                |          |          |
| 多米尼加共和国   | 普拉塔港（格雷戈里奥鲁帕伦国际机场）          |          |          |
| 多米尼加共和国   | 蓬塔卡纳（蓬塔卡纳国际机场）                  |          |          |
| 多米尼加共和国   | 聖多明各（Las Americas国际机场）              |          |          |
| 波多黎各（美属） | 圣胡安（路易斯·穆尼奥斯·马林国际机场）        |          | 货运航点 |
| 荷属安的列斯     | 库拉索（阿托国际机场）                        |          |          |
| 哥斯达黎加       | 圣何塞（胡安·圣玛丽亚国际机场）               |          | 季节航点 |

### 大洋洲
| 国家     | 航点                                | 枢纽航点 | 备注     |
| -------- | ----------------------------------- | -------- | -------- |
| 澳大利亚 | 悉尼（悉尼金斯福德·史密斯国际机场） | 枢纽     | 货运航点 |

### 南美洲
| 国家     | 航点                                                   | 枢纽航点 | 备注     |
| -------- | ------------------------------------------------------ | -------- | -------- |
| 阿根廷   | 布宜诺斯艾利斯（埃塞萨国际机场）                       |          | 货运航点 |
| 巴西     | 坎皮纳斯（维拉可波斯-坎皮纳斯国际机场）                |          | 货运航点 |
| 智利     | 圣地亚哥·德·智利（阿图罗·梅里诺·贝尼特斯准将国际机场） |          | 货运航点 |
| 哥伦比亚 | 波哥大（埃尔·多拉多国际机场）                          |          | 货运航点 |
| 厄瓜多尔 | 瓜亚基尔（何塞华·金日·奥尔梅多国际机场）               |          | 货运航点 |
| 厄瓜多尔 | 基多（苏克雷元帅国际机场）                             |          | 货运航点 |
| 秘鲁     | 利马（豪尔赫·查韦斯国际机场）                          |          | 货运航点 |

## 机队
截至2019年，依然由马丁航空独立运营的飞机仅剩下一架波音747-400BCF。其余飞机虽已全部归入法国航空与荷兰皇家航空，但依然以马丁航空的名义运营。